# Synodontis melanopterus
Synodontis melanopterus är en fiskart som beskrevs av Boulenger, 1903. Synodontis melanopterus ingår i släktet Synodontis och familjen Mochokidae. IUCN kategoriserar arten globalt som nära hotad. Inga underarter finns listade i Catalogue of Life.